# Koctel du Dain
Kotcel du Dain, född 18 augusti 2020, är en fransk varmblodig travhäst. Han tränas av sin ägare Philippe Allaire och körs av David Thomain.
Koctel du Dain började tävla i augusti 2022 och inledde med en vinst innan han blev diskvalificerad i karriärens andra start. Han har hittills sprungit i 1,1 miljoner euro på 37 starter, varav 16 segrar, 7 andraplatser och 3 tredjeplats. Han har tagit karriärens hittills största segrar i Critérium des Jeunes (2023) och Prix Albert-Viel (2023).
Han har även segrat i Prix Maurice de Gheest (2023), Prix Paul Karle (2023), Prix Abel Bassigny (2023), Prix Jacques de Vaulogé (2023), Prix Piérre Plazen (2023), Prix Éphrem Houel (2024), Prix de Tonnac-Villeneuve (2024), Prix Guillaume le Conquérant (2024), Prix de Croix (2025), Prix Albert Demarcq (2025), Prix Jean-Luc Lagardère (2025) och kommit på andraplats i Prix Emmanuel Margouty (2022), Prix Kalmia (2023), Prix Charles Tiercelin (2024), Prix Jules Thibault (2024), Prix Gaston Brunet (2024), Critérium des 4 ans (2024) och Prix Louis Jariel (2025) samt på tredjeplats i Critérium des 3 ans (2023) och Prix Robert Auvray (2025).

## Karriär

### Tiden som unghäst
Koctel du Dain inledde karriären hos sin tränare och ägare Philippe Allaire där han började tävla som tvååring. Debuten skedde den 28 augusti 2022 på travbanan Bernay där han kördes av David Thomain i loppet som vanns på tiden 1'19"7. Daid Thomain blev efter loppet hans ordinarie kusk. Efter vinsten i debuten galopperade han i sitt livs andra start för att därefter rada upp segrar tills han i sin femte start fick se sig besegrad genom att komma på andra plats i Prix Emmanuel Margouty, loppet vanns av hästen Kamehameha. Därefter har han startat i flera stora lopp, bland annat Prix Maurice de Gheest och Prix Paul-Viel samt det första stora loppet för treåringarna Critérium des Jeunes.
Efter några månaders vila återkom han i loppet Prix Paul Karle som han vann, hans andra start efter uppehållet var i Prix Kalmia där han slutade på andraplats. Därefter startade han i Prix Albert-Viel som vanns enkelt före Kana de Beylev.

## Avelskarriär
Han avelsvärderades i Sverige till omdömet högt skattat avelsvärde.

## Statistik
| Statistik för Koctel du Dain (Ref.) | Statistik för Koctel du Dain (Ref.) | Statistik för Koctel du Dain (Ref.) | Statistik för Koctel du Dain (Ref.) | Statistik för Koctel du Dain (Ref.) | Statistik för Koctel du Dain (Ref.) |
| ----------------------------------- | ----------------------------------- | ----------------------------------- | ----------------------------------- | ----------------------------------- | ----------------------------------- |
| Starter                             | Placeringar                         | Startprissumma                      | Segerprocent                        | Platsprocent                        | Rekord                              |
| 37                                  | 16-7-3                              | 1 209 850 euro                      | 43 %                                | 70 %                                | 1.09,7ak,                           |

### Större segrar
| År   | Lopp                         | Kusk          | Vinstbelopp | Grupp   |
| ---- | ---------------------------- | ------------- | ----------- | ------- |
| 2023 | Prix Maurice de Gheest       | David Thomain | 54 000 EUR  | Grupp 2 |
| 2023 | Critérium des Jeunes         | David Thomain | 90 000 EUR  | Grupp 1 |
| 2023 | Prix Paul Karle              | David Thomain | 54 000 EUR  | Grupp 2 |
| 2023 | Prix Albert-Viel             | David Thomain | 90 000 EUR  | Grupp 1 |
| 2023 | Prix Abel Bassigny           | David Thomain | 54 000 EUR  | Grupp 2 |
| 2023 | Prix Jacques de Vaulogé      | David Thomain | 54 000 EUR  | Grupp 2 |
| 2023 | Prix Piérre Plazen           | David Thomain | 54 000 EUR  | Grupp 2 |
| 2024 | Prix Éphrem Houel            | David Thomain | 54 000 EUR  | Grupp 2 |
| 2024 | Prix de Tonnac-Villeneuve    | David Thomain | 54 000 EUR  | Grupp 2 |
| 2024 | Prix Guillaume le Conquérant | David Thomain | 36 000 EUR  | Grupp 3 |
| 2025 | Prix de Croix                | David Thomain | 54 000 EUR  | Grupp 2 |
| 2025 | Prix Albert Demarcq          | David Thomain | 54 000 EUR  | Grupp 2 |
| 2025 | Prix Jean-Luc Lagardère      | David Thomain | 67 500 EUR  | Grupp 2 |

### Starter
| #  | Datum             | Lopp                              | Bana      | Kusk          | Tid     | Distans | Plac. | Vinstbelopp |
| -- | ----------------- | --------------------------------- | --------- | ------------- | ------- | ------- | ----- | ----------- |
| -  | 11 maj 2022       | Kvallopp                          | Caen      | David Thomain | 1.18,3a | 2 140 m | gdk   | 0 euro      |
| 1  | 28 augusti 2022   | Prix MC Donald's Bernay           | Bernay    | David Thomain | 1.16,7a | 2300 m  | 1     | 4 950 euro  |
| 2  | 11 september 2022 | Prix du Credit Agricole d'Ecommoy | Ecommoy   | David Thomain | Da      | 2 225 m | Da    | 0 euro      |
| 3  | 17 oktober 2022   | Prix de Paillencourt              | Enghien   | David Thomain | 1.16,8a | 2 875 m | 1     | 18 900 euro |
| 4  | 3 december 2022   | Prix des Dahlias                  | Vincennes | David Thomain | 1.15,4a | 2 700 m | 1     | 18 900 euro |
| 5  | 17 december 2022  | Prix Emmanuel Margouty            | Vincennes | David Thomain | 1.15,0a | 2 700 m | 2     | 30 000 euro |
| 6  | 7 januari 2023    | Prix Maurice de Gheest            | Vincennes | David Thomain | 1.13,1a | 2 175 m | 1     | 54 000 euro |
| 7  | 28 januari 2023   | Prix Paul-Viel                    | Vincennes | David Thomain | 1.14,3a | 2 700 m | 4     | 12 000 euro |
| 8  | 19 februari 2023  | Critérium des Jeunes              | Vincennes | David Thomain | 1.12,9a | 2 700 m | 1     | 90 000 euro |
| 9  | 12 maj 2023       | Prix Paul Karle                   | Vincennes | David Thomain | 1.13,3a | 2 700 m | 1     | 54 000 euro |
| 10 | 30 maj 2023       | Prix Kalmia                       | Vincennes | David Thomain | 1.12,1a | 2 175 m | 2     | 30 000 euro |
| 11 | 25 juni 2023      | Prix Albert-Viel                  | Vincennes | David Thomain | 1.12,1a | 2 700 m | 1     | 90 000 euro |
| 12 | 5 augusti 2023    | Prix de Berlin                    | Enghien   | David Thomain | Da      | 2 875 m | Da    | 0 euro      |
| 13 | 19 augusti 2023   | Prix Abel Bassigny                | Vincennes | David Thomain | 1.10,8a | 2 175 m | 1     | 54 000 euro |
| 14 | 2 september 2023  | Prix Jacques de Vaulogé           | Vincennes | David Thomain | 1.13,5a | 2 700 m | 1     | 54 000 euro |
| 15 | 17 september 2023 | Critérium des 3 ans               | Vincennes | David Thomain | 1.12,6a | 2 700 m | 3     | 42 000 euro |
| 16 | 19 november 2023  | Prix Piérre Plazen                | Vincennes | David Thomain | 1.13,6a | 2 700 m | 1     | 54 000 euro |
| 17 | 10 december 2023  | Prix de l'Étoile                  | Vincennes | David Thomain | 1.11,1a | 2 100 m | 4     | 16 000 euro |
| 18 | 7 januari 2024    | Prix Charles Tiercelin            | Vincennes | David Thomain | 1.13,9a | 2 700 m | 2     | 30 000 euro |
| 19 | 27 januari 2024   | Prix Ourasi                       | Vincennes | David Thomain | Da      | 2 700 m | Da    | 0 euro      |
| 20 | 10 februari 2024  | Prix Éphrem Houel                 | Vincennes | David Thomain | 1.10,9a | 2 100 m | 1     | 54 000 euro |
| 21 | 20 april 2024     | Prix de Tonnac-Villeneuve         | Enghien   | David Thomain | 1.13,9a | 2 875 m | 1     | 54 000 euro |
| 22 | 11 maj 2024       | Prix Guillaume le Conquérant      | Caen      | David Thomain | 1.12,1a | 2 450 m | 1     | 36 000 euro |
| 23 | 8 juni 2024       | Prix Jules Thibault               | Vincennes | David Thomain | 1.11,5a | 2 700 m | 2     | 30 000 euro |
| 24 | 3 augusti 2024    | Prix de Geneve                    | Enghien   | David Thomain | 1.12,3a | 2 875 m | 4     | 7 200 euro  |
| 25 | 17 augusti 2024   | Prix Phaeton                      | Vincennes | David Thomain | 1.12,1a | 2 175 m | 4     | 9 600 euro  |
| 26 | 31 augusti 2024   | Prix Gaston Brunet                | Vincennes | David Thomain | 1.12,6a | 2 700 m | 2     | 30 000 euro |
| 27 | 14 september 2024 | Critérium des 4 ans               | Vincennes | David Thomain | 1.12,5a | 2 850 m | 2     | 75 000 euro |
| 28 | 27 september 2024 | Grand Prix l'UET, uttagningslopp  | Vincennes | David Thomain | 1.10,7a | 2 100 m | 3     | 9 000 euro  |
| 29 | 11 oktober 2024   | Grand Prix l'UET                  | Vincennes | David Thomain | 1.11,0a | 2 100 m | 7     | 0 euro      |
| 30 | 7 december 2024   | Prix Octave Douesnel              | Vincennes | David Thomain | 1.12,6a | 2 700 m | 5     | 6 000 euro  |
| 31 | 22 december 2024  | Critérium Continental             | Vincennes | David Thomain | 1.10,3a | 2 100 m | 8     | 0 euro      |
| 32 | 11 januari 2025   | Prix de Croix                     | Vincennes | David Thomain | 1.12,7a | 2 850 m | 1     | 54 000 euro |
| 33 | 25 januari 2025   | Prix Bold Eagle                   | Vincennes | David Thomain | 1.11,7a | 2 700 m | 4     | 24 000 euro |
| 34 | 12 april 2025     | Prix Robert Auvray                | Vincennes | David Thomain | 1.11,9a | 2 700 m | 3     | 16 800 euro |
| 35 | 3 maj 2025        | Prix Albert Demarcq               | Vincennes | David Thomain | 1.11,7a | 2 850 m | 1     | 54 000 euro |
| 36 | 26 juli 2025      | Prix Jean-Luc Lagardère           | Enghien   | David Thomain | 1.12,1a | 2 875 m | 1     | 67 500 euro |
| 37 | 16 augusti 2025   | Prix Louis Jariel                 | Vincennes | David Thomain | 1.09,7a | 2 175 m | 2     | 30 000 euro |

## Stamtavla
| Efter Boccador de Simm | Rieussec         | Goetmals Wood     | And Arifant     |
| Efter Boccador de Simm | Rieussec         | Goetmals Wood     | Tahitienne      |
| Efter Boccador de Simm | Rieussec         | Ironie Jet        | Coktail Jet     |
| Efter Boccador de Simm | Rieussec         | Ironie Jet        | Eriphyle        |
| Efter Boccador de Simm | Poupee Charmeuse | Hetre Vert        | Sabi Pas        |
| Efter Boccador de Simm | Poupee Charmeuse | Hetre Vert        | Varte Campagne  |
| Efter Boccador de Simm | Poupee Charmeuse | Erika Charmeuse   | Pelops          |
| Efter Boccador de Simm | Poupee Charmeuse | Erika Charmeuse   | Toute Charmeuse |
| Undan Ophelie          | First de Retz    | Podosis           | Florestan       |
| Undan Ophelie          | First de Retz    | Podosis           | Civette ll      |
| Undan Ophelie          | First de Retz    | Ballerine de Retz | Levorino        |
| Undan Ophelie          | First de Retz    | Ballerine de Retz | Nice Gold       |
| Undan Ophelie          | Grenade          | James Pile        | Amiral Williams |
| Undan Ophelie          | Grenade          | James Pile        | Ta Pile         |
| Undan Ophelie          | Grenade          | Jorade            | Sabi Pas        |
| Undan Ophelie          | Grenade          | Jorade            | Tirade          |